# Marco Bonamico
Marco Bonamico, född 18 januari 1957 i Genua, Ligurien, död 4 augusti 2025 i Bologna, Emilia-Romagna, var en italiensk basketspelare som tog OS-silver 1980 i Moskva. Detta var Italiens första basketmedalj i OS, och det kom att dröja till baskettävlingarna vid OS 2004 i Aten innan nästa medalj - ett silver - togs. Bonamico var även med och tävlade i baskettävlingarna vid OS 1984, dock utan att ta medalj.